# 14 Going on 30
14 Going on 30 é um filme estadunidense de ficção científica, produzido em 1988 pela Disney e dirigido por Paul Schneider. Tem em seu elenco Steven Eckholdt, Daphne Ashbrook, Adam Carl e Gabriel Olds.

## Elenco
- Steven Eckholdt.......Danny adulto
- Daphne Ashbrook.......Lloyd Duffy
- Gabriel Olds.......Danny O'Neil
- Alan Thicke.......Verdadeiro Forndexter
- Rick Rossovich.......Roy 'Jackjaw' Kelton
- Kit McDonough.......Mãe do Danny
- Richard McGonagle.......Pai de Danny
- John Ingle.......Sr. Thomby
- Sal Viscuso.......Sr. Lloyd